# 123video
123video is een Nederlandstalige website voor het uploaden van video's en foto's die anno 2011 bijna een half miljoen video's bevatte. De website valt onder 123 Video BV en werd opgericht in november 2006 door Chris van Tuijl, Alko Schuster en Marnix Wellinghoff. Het hoofdkantoor staat in Leek.
De website was oorspronkelijk verdeeld in 18 verschillende categorieën, waaronder een erotiek-gedeelte dat afgescheiden wordt van de rest van de website door middel van een leeftijdscontrole.
Sinds 2013 is alleen het pornogedeelte nog overgebleven. Sinds 2019/2020 is het een webcamsite geworden en is het niet langer mogelijk om video's te uploaden.

## Rechtszaak
In 2009 eiste Kim Holland een schadevergoeding nadat er een filmpje waar zij het auteursrecht op had, was geüpload naar de site. De website verweerde zich dat zij slechts een tussenpersoon was en niet verantwoordelijk voor de aangeleverde inhoud. De rechtbank was van mening dat er sprake was van een nieuwe publicatie omdat de uploads werden geconverteerd naar het Flash-videoformaat. Een hoger beroep werd afgewend door een schikking.